# Gaochun
Gaochun är ett stadsdistrikt i provinshuvudstaden Nanjing i Jiangsu-provinsen i östra Kina.